# Ulla Wiesner

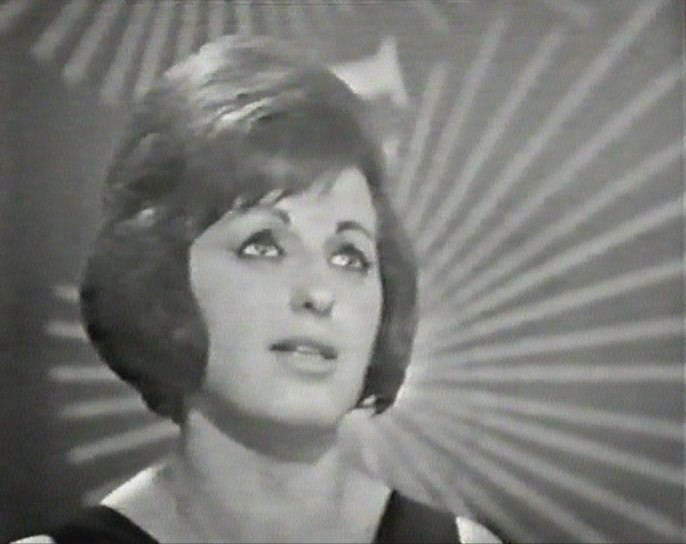
Ulla Wiesner (1965)

Ulla Wiesner (* 12. Dezember 1940 in Werl/Westfalen, verwitwete Ulla Arnz) ist eine deutsche Sängerin. 

## Leben
Ulla Wiesner war von 1960 bis 2002 als Sängerin tätig, zuerst als Chorsängerin im Botho-Lucas-Chor, von 1962 bis 1964 auch im Günter-Kallmann-Chor. 1964 folgten mit Charade und Abends kommen die Sterne die ersten Solo-Veröffentlichungen. 1965 vertrat sie Deutschland beim Eurovision Song Contest in Neapel. Für ihren Titel Paradies, wo bist du? erhielt sie keine Punkte und belegte damit gemeinsam mit drei anderen Teilnehmern den 15. und letzten Platz. Außer diesem Titel veröffentlichte sie auch die Singles Wenn dieser Tag zu Ende geht und Das Wunder der Liebe.
Das Ergebnis des Eurovision Song Contests war Wiesners Solokarriere nicht gerade förderlich. Neben wenigen Soloauftritten, so zum Beispiel 1968 beim Songfestival von Knokke, war sie wieder als Chorsängerin tätig. Ferner existieren noch einige Archivaufnahmen mit dem Orchester Addy Flor: Sommer in Paris, Dieses Jahr, So lang’ die Welt sich für uns dreht und Vergessen und vorbei. Der Verfasser des Hüllentextes auf dem Album Twilight Mood (MPS, 1970), Wolfgang Dohl, schreibt dazu:

„[…] Ulla Wiesner – eine(r) junge(n) Künstlerin, die sich durch Können, Musikalität und Intonationssicherheit angenehm aus der Schar der heutigen Schlagersängerinnen heraushebt.“

Wiesner beteiligte sich auch als Hintergrundsängerin, so als eine von Dreien bei dem 1974 erschienenen Album Illusions on a Double Dimple der deutschen Progressive-Rock-Band Triumvirat. Auch bei einem Volksmusik-Ensemble wirkte sie als Sängerin mit: bei böhmischer Blasmusik mit den Rudi Schmidt Kaiserwald Singer & Orchester, zu hören auf dem Album Erinnerungen an den Kaiserwald (1974). Bei dem Titel Brouda Liederle sang sie im Egerländer Dialekt.
Wiesner sang auch bei dem bekannten Easy-Listening-Orchester Berry Lipman als Scat-Vocal mit, u. a. den Radio-Hit The Girls from Paramaribo sowie das Goody-Goody-Medley aus der LP Party Pepper No. 2 (1972).
Die Künstlerin war von 1999 bis zu seinem Tod mit dem Regisseur Alexander Arnz (1932–2004) verheiratet.

## Diskografie

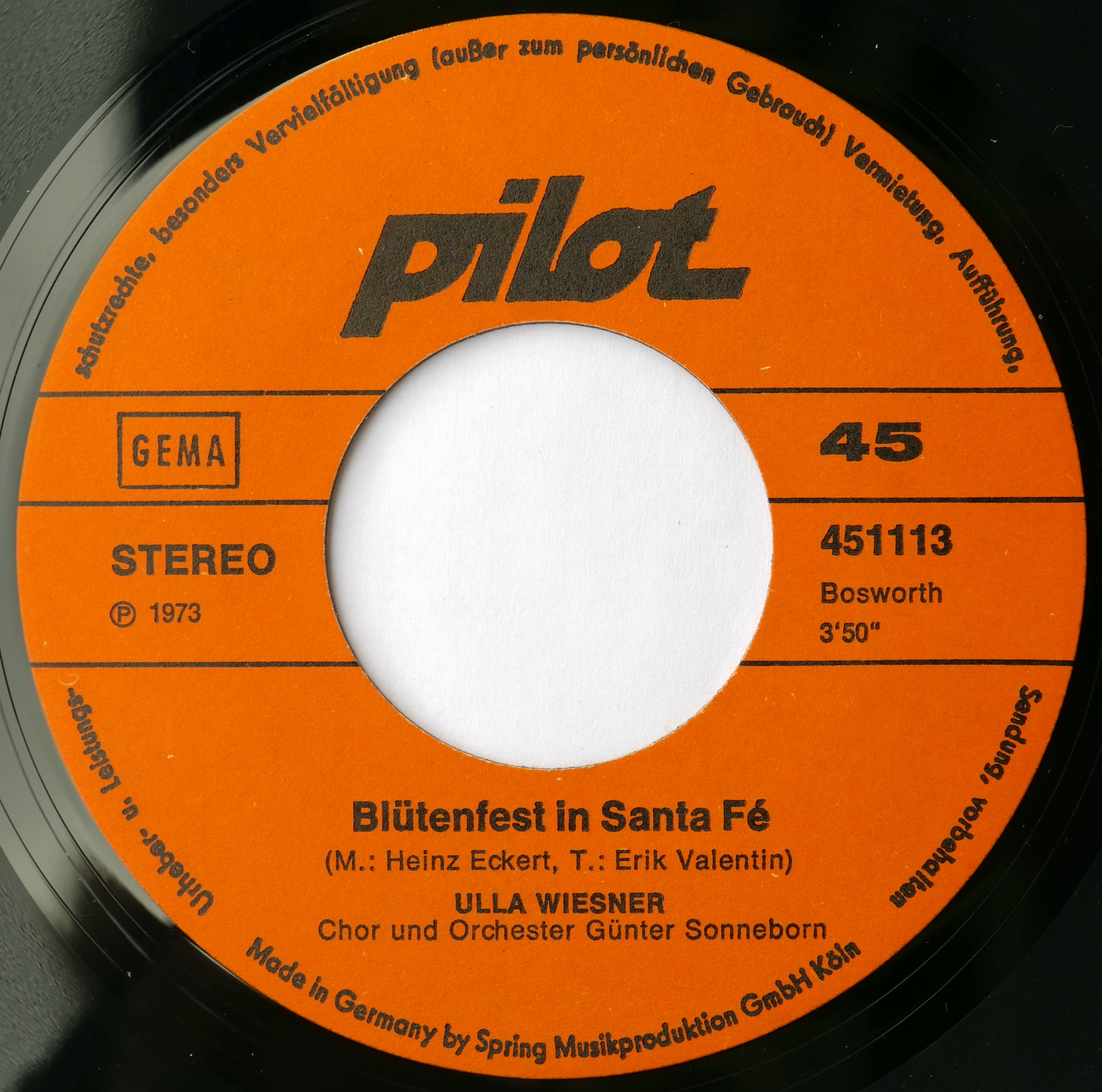
Label der Single Blütenfest in Santa Fé, 1973

### Singles
- 1964: Charade / Joe oder Jonny
- 1964: Abends kommen die Sterne / Der rote Mohn
- 1965: Paradies, wo bist du / Sag, weißt du denn, was Liebe ist (Love Is a Many-Splendored Thing)
- 1965: Wenn dieser Tag zu Ende geht / My Darling, My Love (mit dem Hansen-Quartett)
- 1967: Das Wunder der Liebe / Mann der Träume (Goin’ Out of My Head)
- 1973: Blütenfest in Santa Fé / Träume von gestern (wiederveröffentlicht 1980)
- 1974: Chico de favella (Fio Maravilla) / Tristezza
- 1975: Tanz keinen Tango mit Django / Ich bin ein total moderner Typ (Charleston)
- 1993: Haut an Haut / Im Wartesaal zum großen Glück / Geh’ deinen Weg / Die große Freiheit / Wiedermal verliebt (I Want to Be in Love Again) (CD Maxi-Single)

### Weitere Veröffentlichungen
(Albumnamen in Klammern)
- 1964: Abends kommen die Sterne (Die große Polydor-Starparade)
- 1970: Vergessen und vorbei / So lang’ die Welt sich für uns dreht / Sommer in Paris / Dieses Jahr (Die Orchester Addy Flor und Pete Jacques – Twilight Mood)
- 1988: Sprich dich mal aus (Deutsche Schlagerparade)
- 1990: Paradies, wo bist du? (Die Sieger des deutschen Grand Prix 1956–1990)
- 1999: Dieses Jahr (Snowflakes · Mood Music Masterpieces from the MPS Archives)
- 1999: Die Träume von gestern (25 Schlager mit Herz · Folge 1)
- 2000: Vergessen und vorbei (Days of Summer · 27 Sensational Bossa Nova and Easy Tunes from the Brillant-Musik Archive)
- 2001: Paradies, wo bist du? (Alle Sieger des deutschen Grand Prix 1956–2000)
- 2004: Charade / Joe oder Jonny (Vinyl-Raritäten 13)
- 2006: Sommer in Paris / Dieses Jahr / Vergessen und vorbei (Days of Summer · 24 Dreamy Vocals and Bossa Nova Pearls)